# Stauromedusae
Le Stauromedusae o Stauromedusidae rappresentano un gruppo comprendente meduse sessili peduncolate ottenute dalla modificazione dell'esombrella. Vivono capovolte, in forma bentonica, litoranee ed epifitiche (ancorate alla vegetazione sommersa). L'ombrella caliciforme presenta 8 ciuffi marginali di tentacoli capitati ricchi di cnidociti e cellule mucipare tra le quali sono allocati i ropali. Tale forma peculiare si ottiene dallo sviluppo di una minutissima larva vermiforme priva di ciglia, sostituente la planula, che si moltiplica per gemmazione dando luogo ad altre larve. Una volta fissate al substrato, le larve assumono forma polipoide, che poi si trasforma a mo' di ombrella.

## Sistematica
Visto che le Staurozoa rappresentano la classe accettata più recente fra gli cnidari, l'ordine Stauromedusae è stato recentemente riorganizzato e quelle che erano le famiglie Cleistocarpidae e Eleutherocarpidae sono state promosse a sottordini, mentre ITIS e quindi anche Catalogue of Life, menzionano anche la famiglia monospecifica Tesseranthidae non inclusa nei sottordini e altrove considerata come incertæ sedis. Le circa 50 specie di stauromeduse descritte da Haeckel sono quindi attualmente classificate in due sottordini secondo il World Register of Marine Species:
- Cleistocarpida

- Craterolophidae Uchida, 1929
- Depastridae Haeckel, 1879

- Eleutherocarpida

- Kishinouyeidae  Uchida, 1929
- Kyopodiidae  Larson, 1988
- Lipkeidae  Vogt, 1887
- Lucernariidae  Johnston, 1847